# Pukkisaari (ö i Södra Karelen, Imatra, lat 61,38, long 28,30)
Pukkisaari är en ö i Finland. Den ligger i sjön Saimen och i kommunen Ruokolax i den ekonomiska regionen  Imatra ekonomiska region  och landskapet Södra Karelen, i den södra delen av landet, 220 km nordost om huvudstaden Helsingfors. Öns area är 16,9 hektar och dess största längd är 0,6 kilometer i öst-västlig riktning.